# Perleť

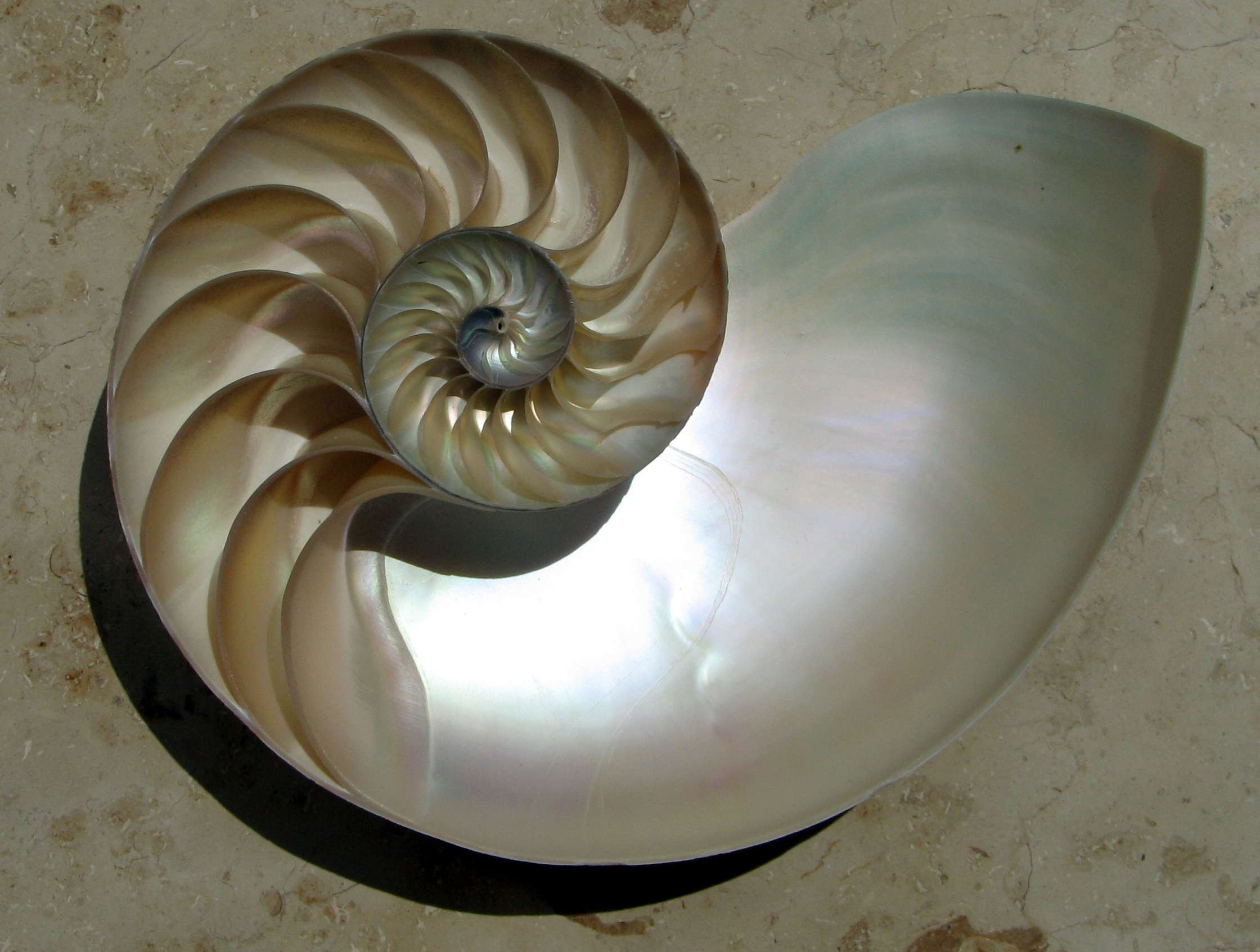
Perleť na vnitřní straně schránky hlavonožce z rodu loděnkovití.

Perleť je organicko-anorganický materiál, který vytvářejí někteří měkkýši uvnitř svých lastur. Perleť je tvrdý, krystalický materiál, který tvoří perly. Je tvrdá díky tomu, že vápenec obsahuje miniaturní aragonitové destičky, které získávají tvrdost díky spojení s organickými polymery a proteiny. Kromě vápence obsahuje perleť i konchyolín.[zdroj?]

## Vznik perly
Perla vzniká z cizí částečky, která se dostane dovnitř lastury perlorodky nebo i jiného mlže (může to být zrníčko písku nebo malý cizopasník) a obalí se perletí. První vrstvu tvoří konchyolín, který drží pohromadě následující vrstvy perleti. Tyto vrstvy mohou být nepravidelné a zcela na sebe nepřiléhají, a to formuje vzory unikátní pro každou jednu perlu.

## Využití
Perleť (černá i bílá) se využívá v architektuře, přičemž může být i uměle obarvená na jakoukoliv barvu. Používá se také ve šperkařství, zdobí se jí náušnice či náhrdelníky. Perleť se používá na výrobu nádobí určeného k manipulaci s kaviárem.